# Mahinda saltator
Mahinda saltator  (лат.) — вид ос-блестянок рода Mahinda из подсемейства Amiseginae.

## Распространение
Южная Азия: Шри-Ланка.

## Описание
Мелкие осы-блестянки со стебельчатым брюшком. Длина от 4,0 до 4,5 мм. Основная окраска тела буровато-чёрная (усики и частично ноги жёлтые). 
Отличается мелко пунктированными шагренированными тергитами брюшка (у других видов они гладкие). 
Голова без затылочного киля, щёчные бороздки развиты. Пронотум выпуклый, равен по длине скутуму (метанотум почти равен длине скутеллюма). Проподеум угловатый, зубчатый. Мезоплеврон пунктированный, без бороздок. 
Самцы крылатые, самки бескрылые. Коготки лапок зубчатые. Паразитоиды. Таксон был впервые описан в 1983 году американским гименоптерологом Карлом Кромбейном (Karl V. Krombein; Department of Entomology, National Museum of Natural History, Smithsonian Institution, Вашингтон, США). Близок к видам Mahinda bo, M. borneensis и M. sulawesiensis.